# Fairgarden (Tennessee)
Fairgarden es un lugar designado por el censo ubicado en el condado de Sevier en el estado estadounidense de Tennessee. En el Censo de 2010 tenía una población de 529 habitantes y una densidad poblacional de 60,43 personas por km².

## Geografía
Fairgarden se encuentra ubicado en las coordenadas 35°53′29″N 83°24′39″O / 35.89139, -83.41083. Según la Oficina del Censo de los Estados Unidos, Fairgarden tiene una superficie total de 8.75 km², de la cual 8.75 km² corresponden a tierra firme y (0%) 0 km² es agua.

## Demografía
Según el censo de 2010, había 529 personas residiendo en Fairgarden. La densidad de población era de 60,43 hab./km². De los 529 habitantes, Fairgarden estaba compuesto por el 97.16% blancos, el 0% eran afroamericanos, el 0.19% eran amerindios, el 0.57% eran asiáticos, el 0% eran isleños del Pacífico, el 0% eran de otras razas y el 2.08% pertenecían a dos o más razas. Del total de la población el 1.13% eran hispanos o latinos de cualquier raza.